# Семеновщина (Сафоновський район)
Семеновщина (рос. Семёновщина) — присілок Сафоновського району Смоленської області Росії. Входить до складу Беленінського сільського поселення.
Населення — 7 осіб (2007 рік). 